# Nephithea
Nephithea is een kevergeslacht uit de familie van de boktorren (Cerambycidae). De wetenschappelijke naam van het geslacht werd voor het eerst geldig gepubliceerd in 1867 door Pascoe.

## Soorten
Nephithea is monotypisch en omvat slechts de volgende soort:
- Nephithea necydaloides Pascoe, 1867